# Zephyrarchaea
Zephyrarchaea là một chi nhện trong họ Archaeidae.

## Các loài
Tính đến  tháng 4 năm 2019 the genus contains eleven species:
- Zephyrarchaea austini Rix & Harvey, 2012 – Kangaroo Island, South Australia; possibly extinct[3]
- Zephyrarchaea barrettae Rix & Harvey, 2012 – Western Australia
- Zephyrarchaea grayi Rix & Harvey, 2012 – Victoria
- Zephyrarchaea janineae Rix & Harvey, 2012 – Western Australia
- Zephyrarchaea mainae (Platnick, 1991) – Western Australia; type
- Zephyrarchaea marae Rix & Harvey, 2012 – Victoria
- Zephyrarchaea marki Rix & Harvey, 2012 – Western Australia
- Zephyrarchaea melindae Rix & Harvey, 2012 – Western Australia
- Zephyrarchaea porchi Rix & Harvey, 2012 – Victoria
- Zephyrarchaea robinsi (Harvey, 2002) – Western Australia
- Zephyrarchaea vichickmani Rix & Harvey, 2012 – Victoria